# Einar Jónsson
Einar Jónsson (* 11. Mai 1874 in Galtafell, Island; † 18. Oktober 1954) war der erste Bildhauer aus Island, der einer internationalen Öffentlichkeit bekannt wurde.

## Leben

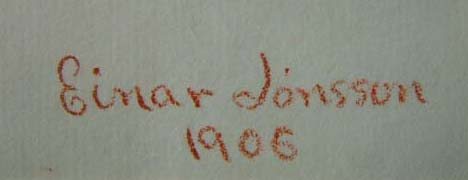
Jónssons Signatur auf einer Zeichnung von 1906

Einar Jónsson war der Sohn eines Bauern. Mit 19 Jahren ging Einar 1893 nach Kopenhagen und wurde dort Schüler von Stephan Sinding.
Acht Jahre später debütierte Einar 1901 mit seiner ersten Einzelausstellung in Charlottenborg. Seine Plastik Der Geächtete brachte ihm ein stattliches Stipendium des Althing von Island ein. Dafür leistete sich Einar eine längere Studienreise durch Deutschland und Italien. Zwischen 1915 und 1916 hielt er sich in den USA auf und errichtete dort in Philadelphia ein Monument zu Ehren von Thorfinn Karlsefni, dem ersten isländischen Einwanderer. Anschließend schuf er in Winnipeg ein Kriegerdenkmal.

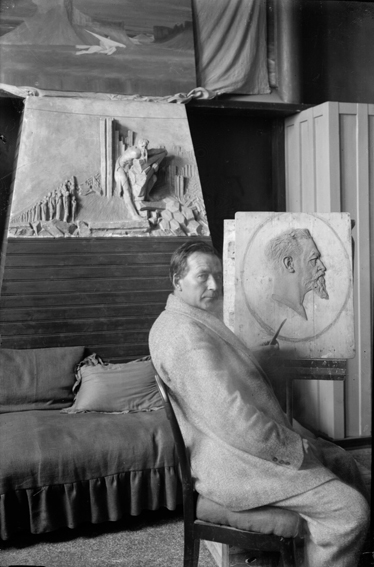
Jónsson in seinem Atelier

Zurück in Island bedachte Einar sein Land mit einer äußerst großzügigen Schenkung. Diese Werke sind als ständige Ausstellung in einem eigenen Museum immer noch zu sehen. In der Hauptstadt Reykjavík findet man einige Standbilder Einar Jónssons: König Christian IX., Psalmendichter Hallgrímur Pétursson, Ingólfr Arnarson (erster Siedler Islands) u. a.
Im Alter von 80 Jahren starb der Bildhauer Einar Jónsson 1954.

## Rezeption
Einar Jónsson neigt teilweise zu heroischen und monumentalen Skulpturen, wie man an seiner Darstellung des ersten Siedlers Ingólfr Arnarson an der Lækjargatan in Reykjavík erkennen kann. Motivlich setzte er sich meist mit der Geschichte seines Landes auseinander. So stammt von ihm auch das Werk Der Geächtete vor der Eiskathedrale von Akureyri, das unter dem Einfluss von Auguste Rodin entstand. Auch mythologische Motive finden sich bei ihm häufig. Beispiele hierfür findet man im Einar-Jónsson-Museum neben der Hallgrímskirkja bzw. im angrenzenden Skulpturengarten.

Werke (Auswahl)
Das Ende
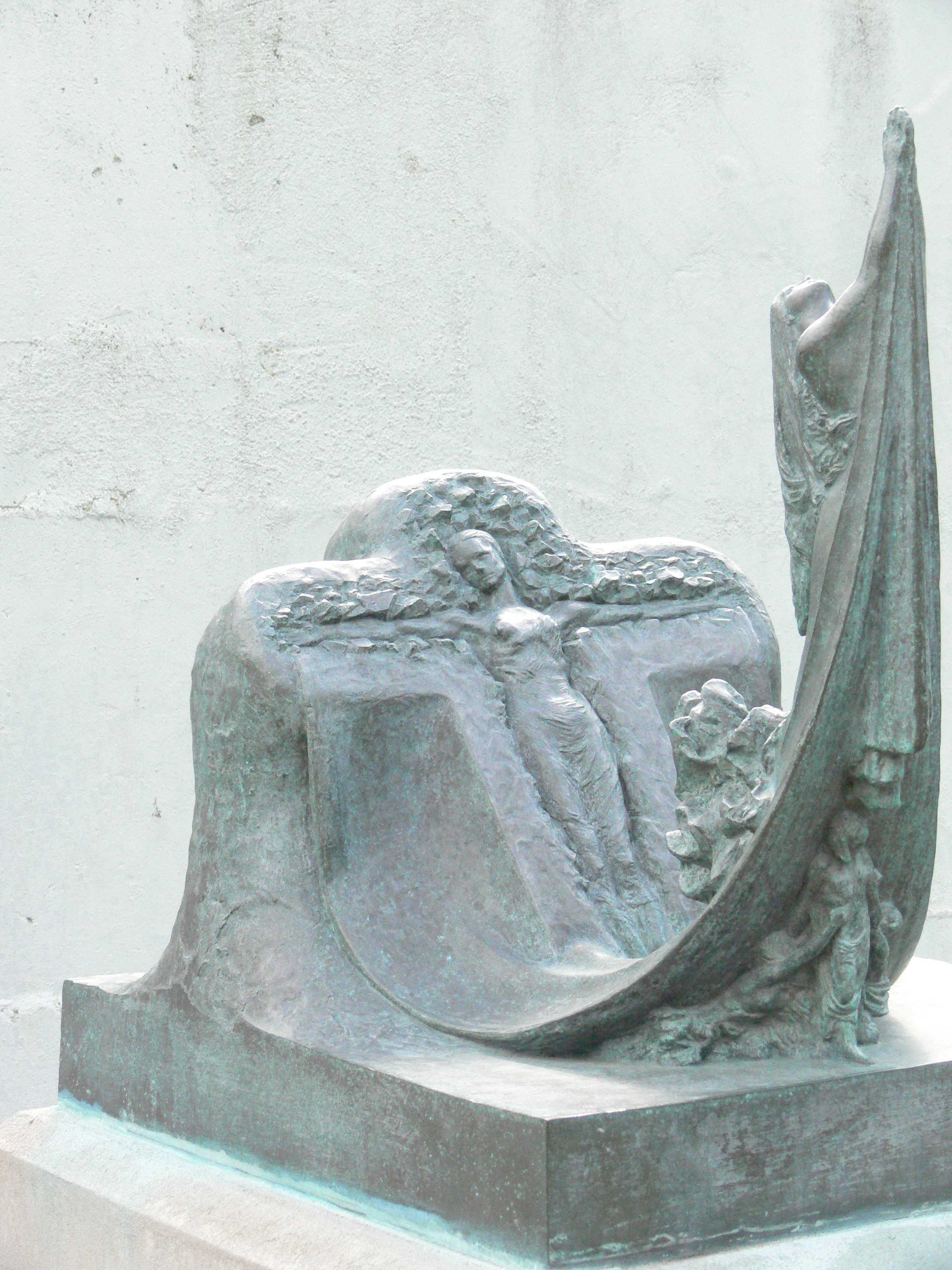
The crucible
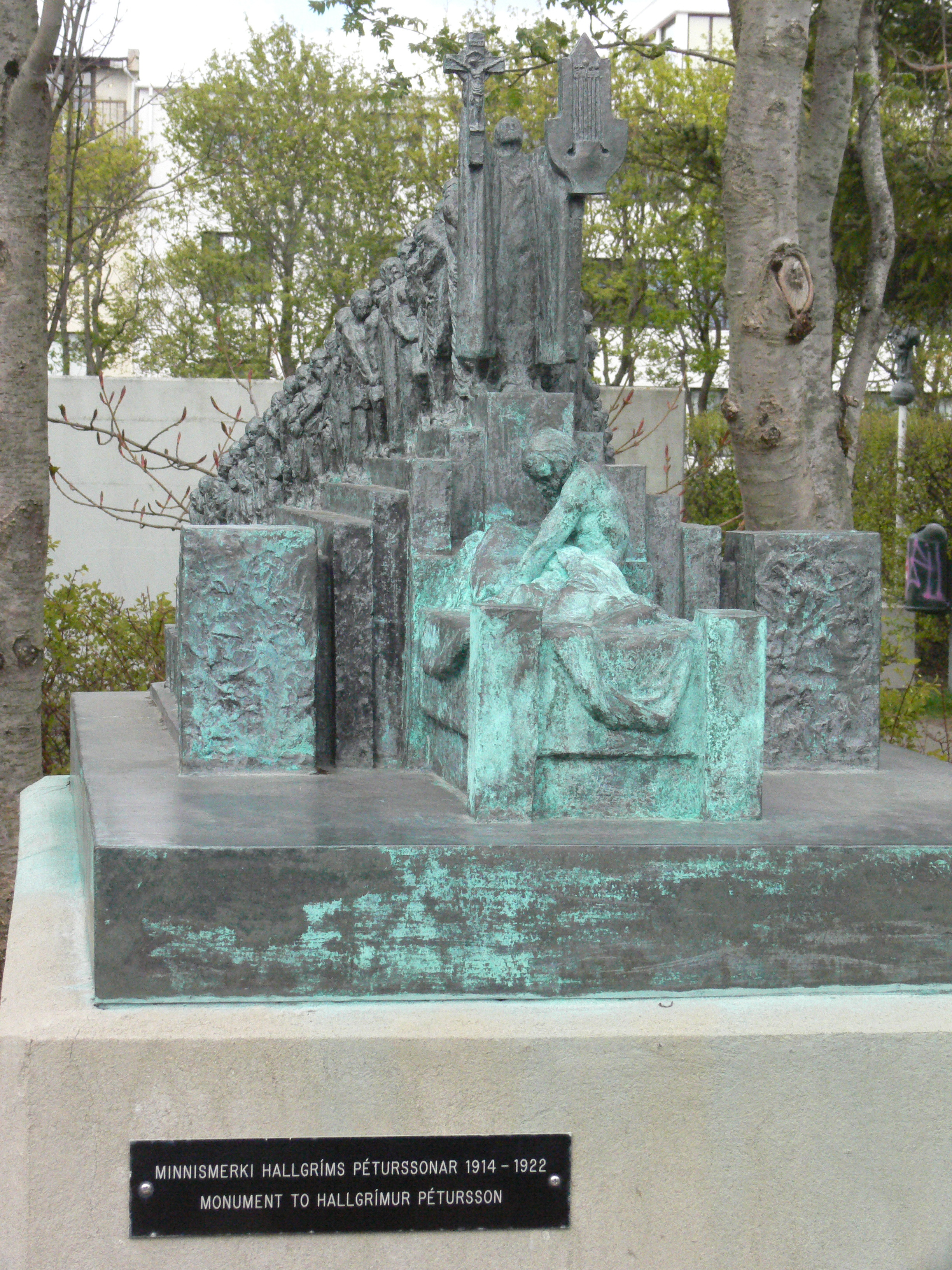
Denkmal für Hallgrímur Pétursson
Licht und Schatten
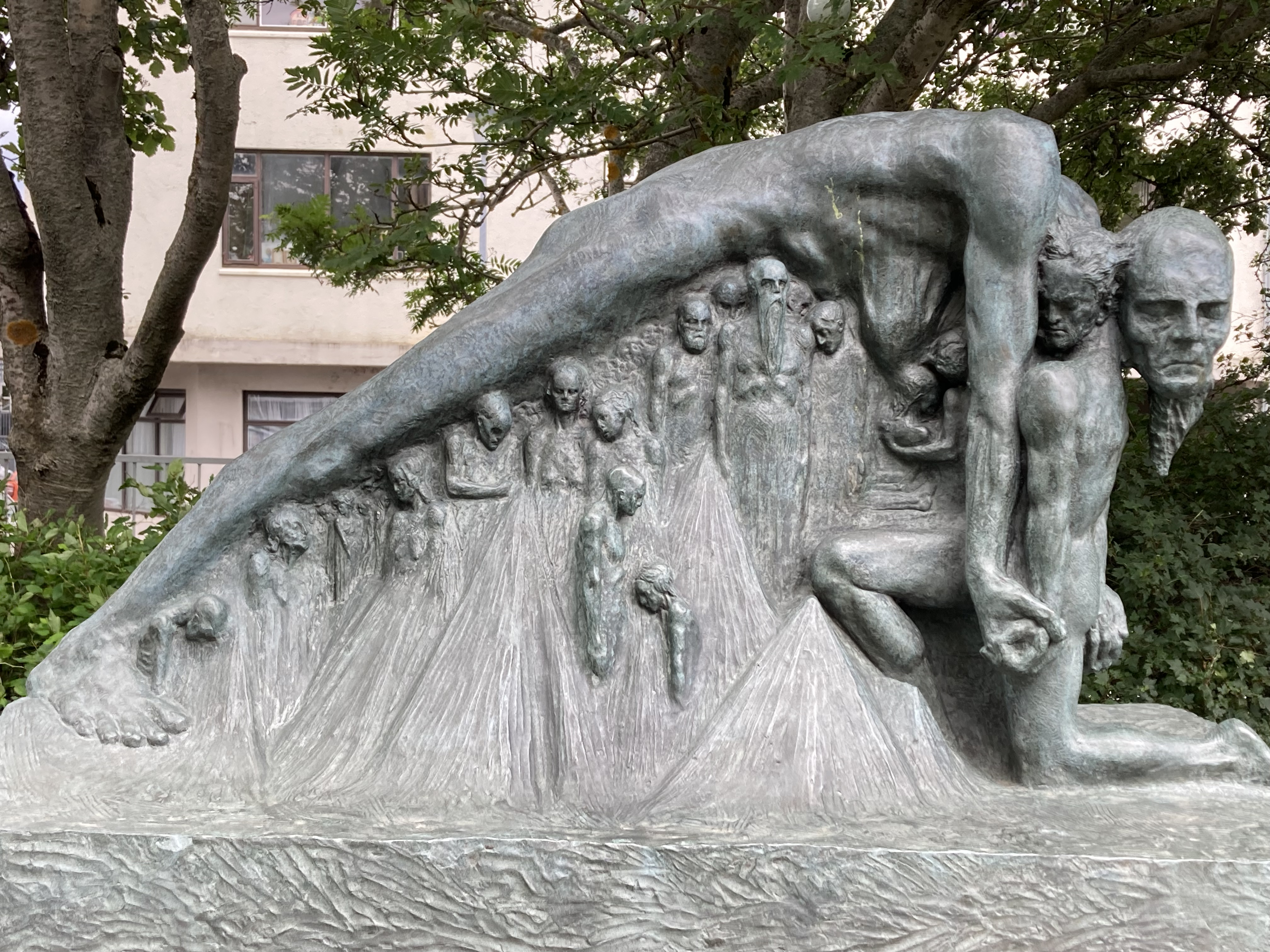
Thor-Ringkampf mit dem Alter
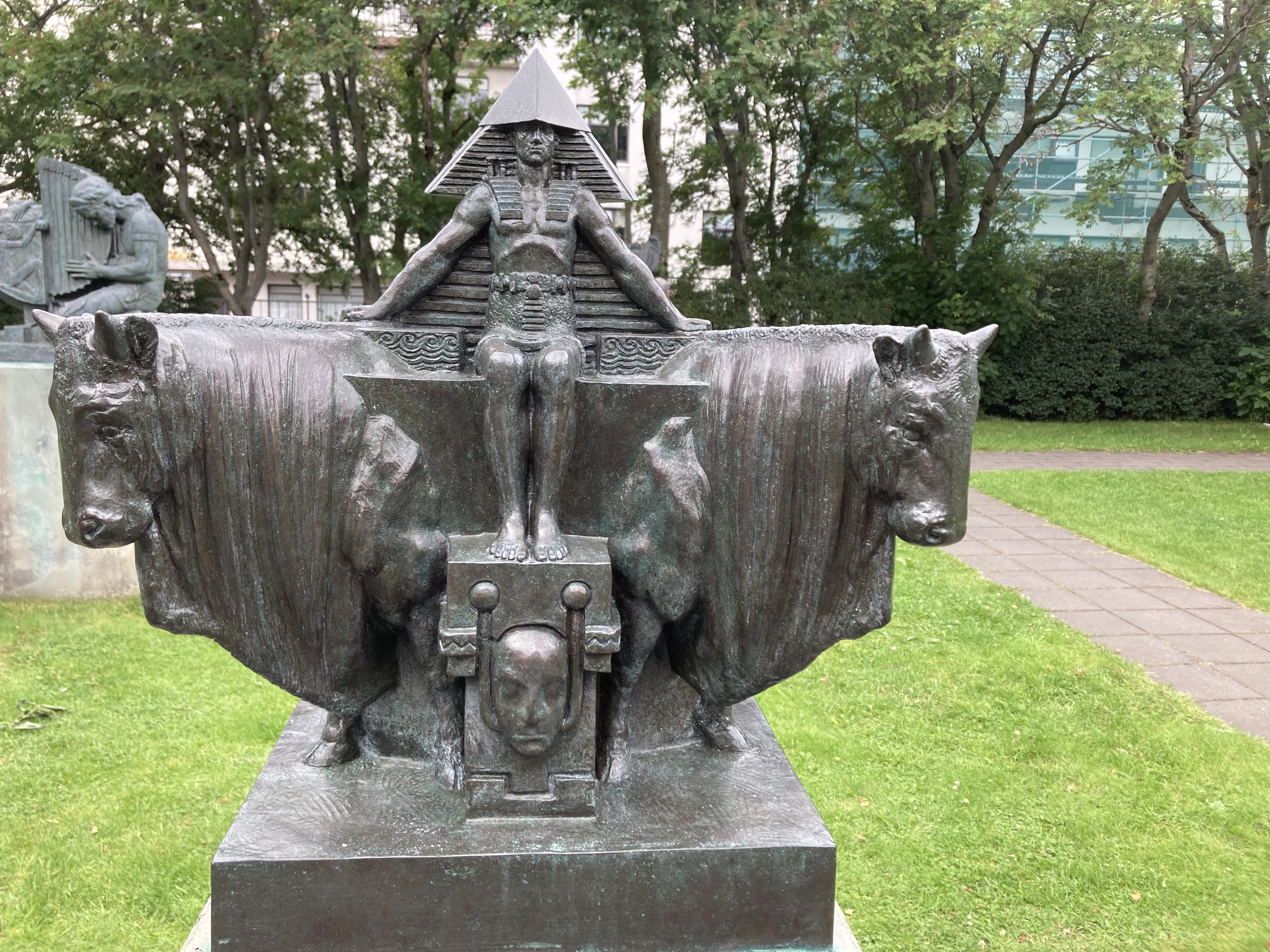
Der König von Atlantis (1919–1922)
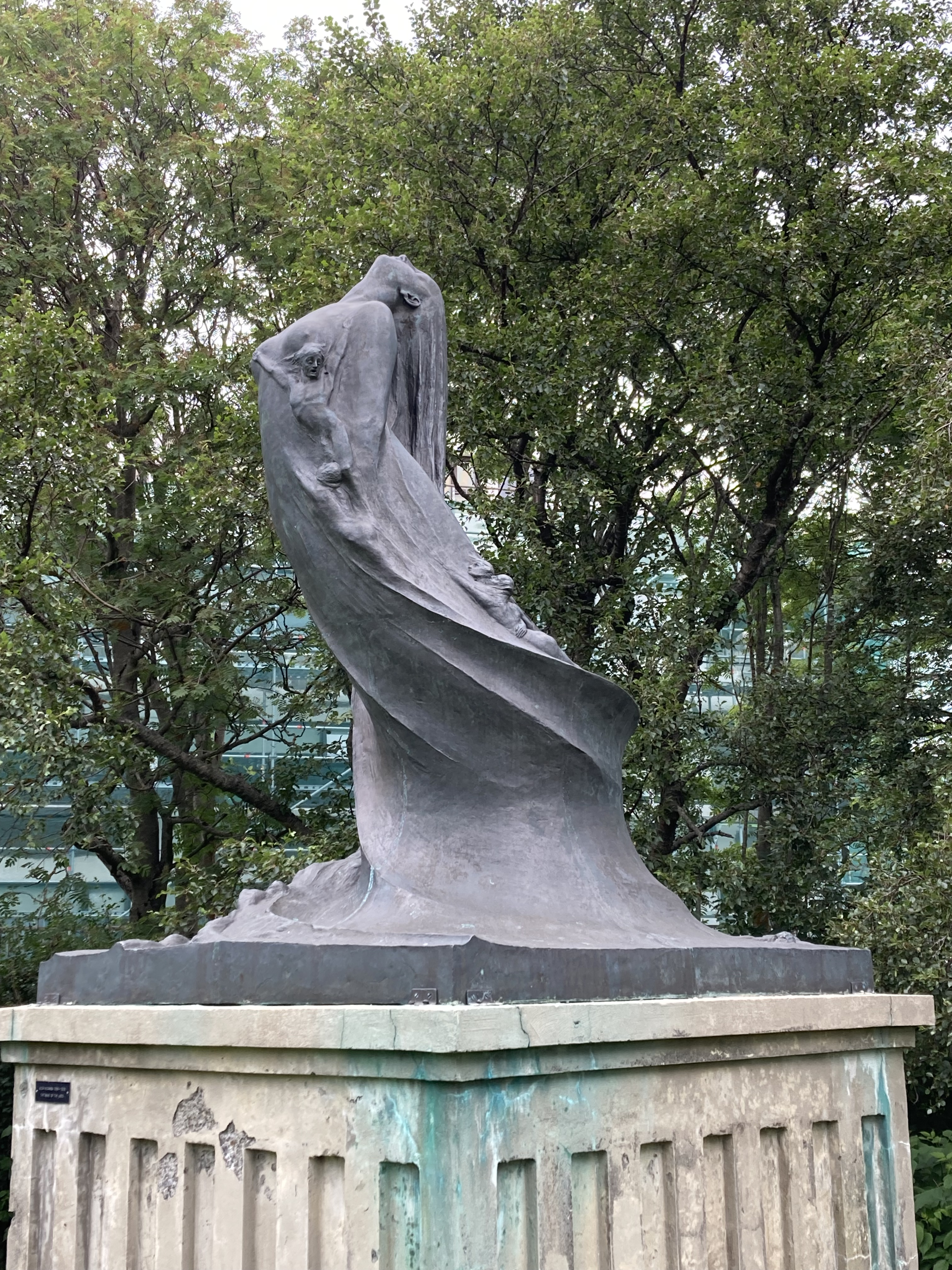
Einar Jónsson – Park in Reykjavík
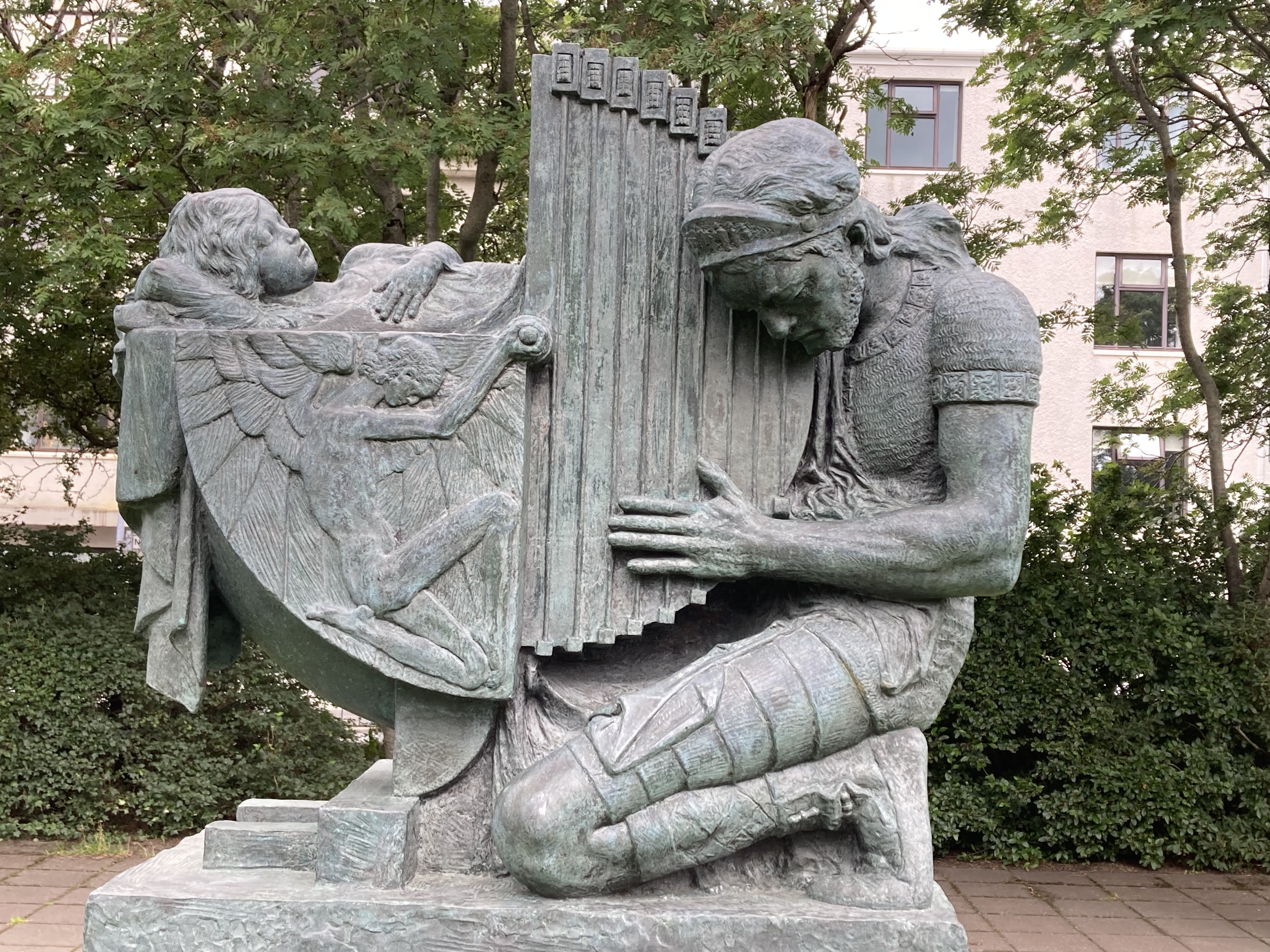
Einar Jónsson – Park in Reykjavík
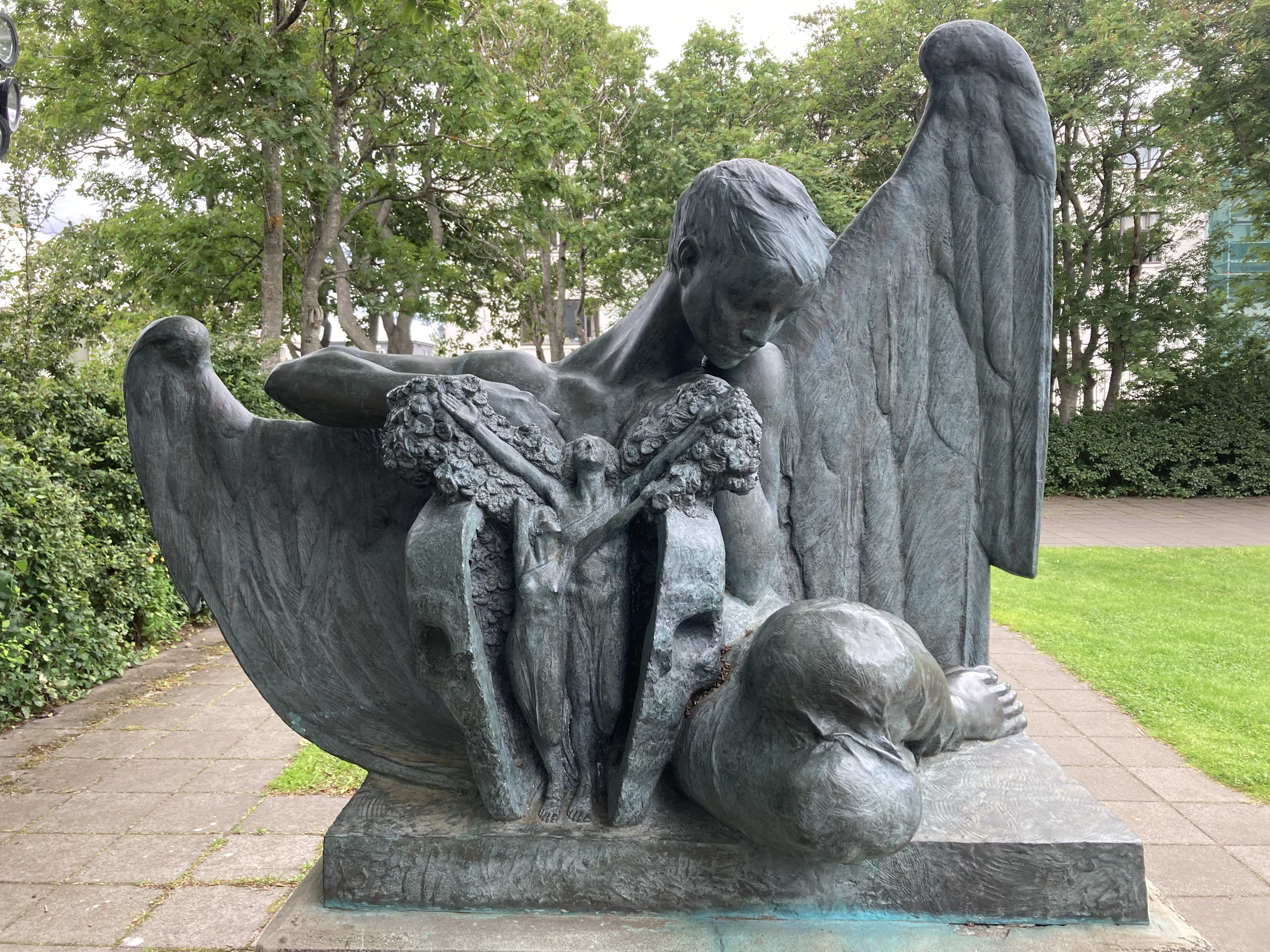
Einar Jónsson – Park in Reykjavík
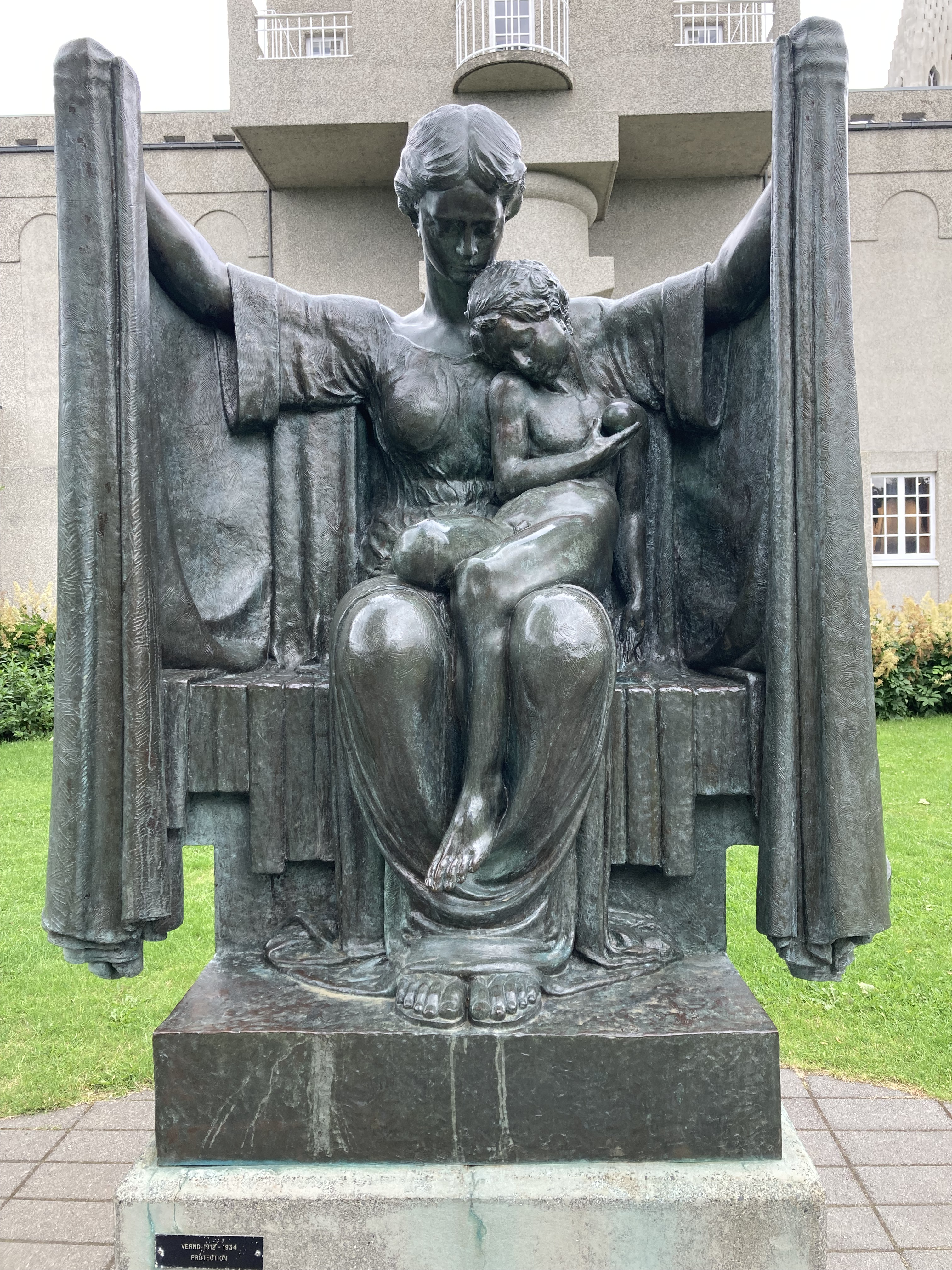
Einar Jónsson – Park in Reykjavík
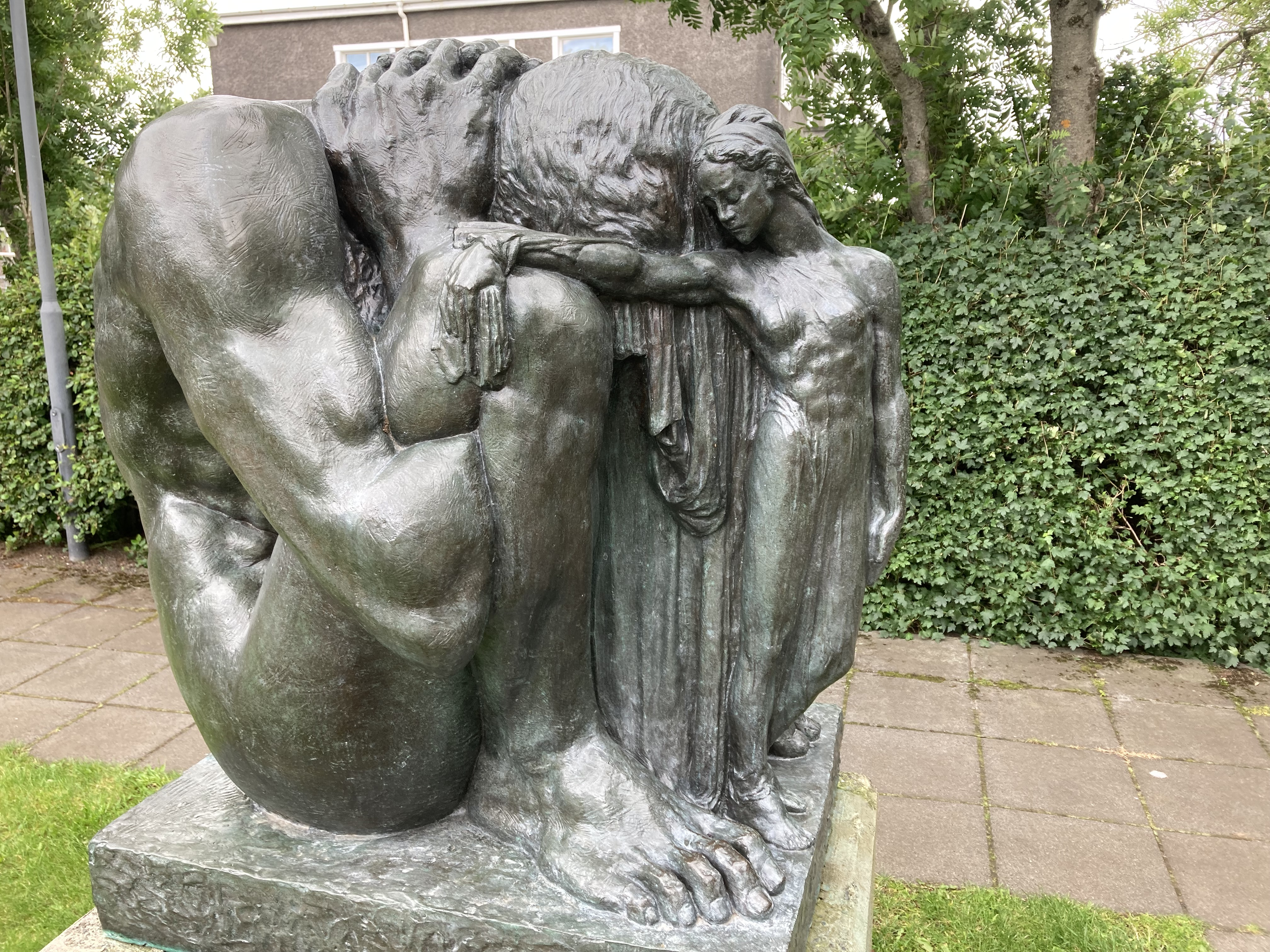
Einar Jónsson – Park in Reykjavík
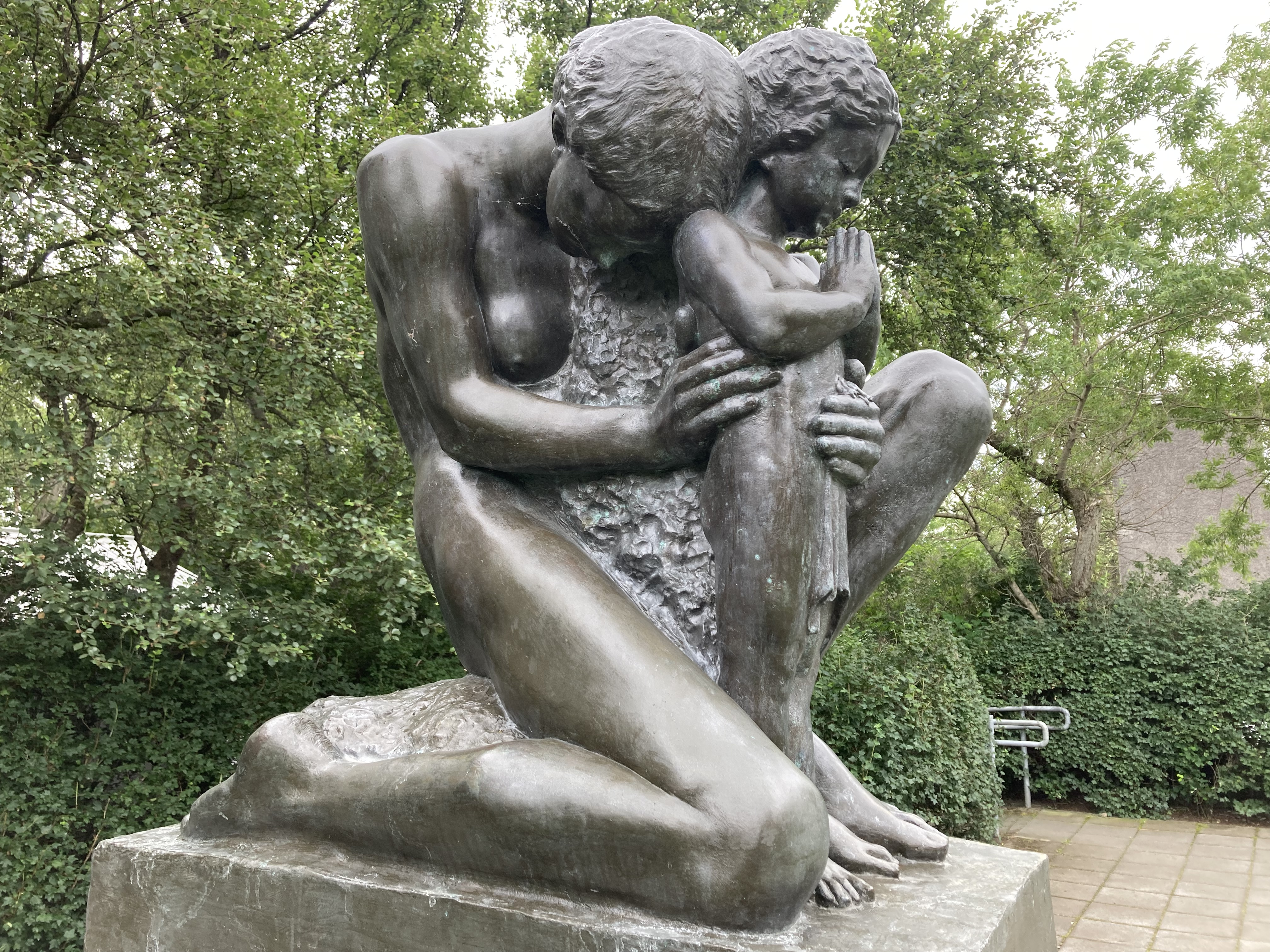
Einar Jónsson – Park in Reykjavík